# Ferdinand von Quast

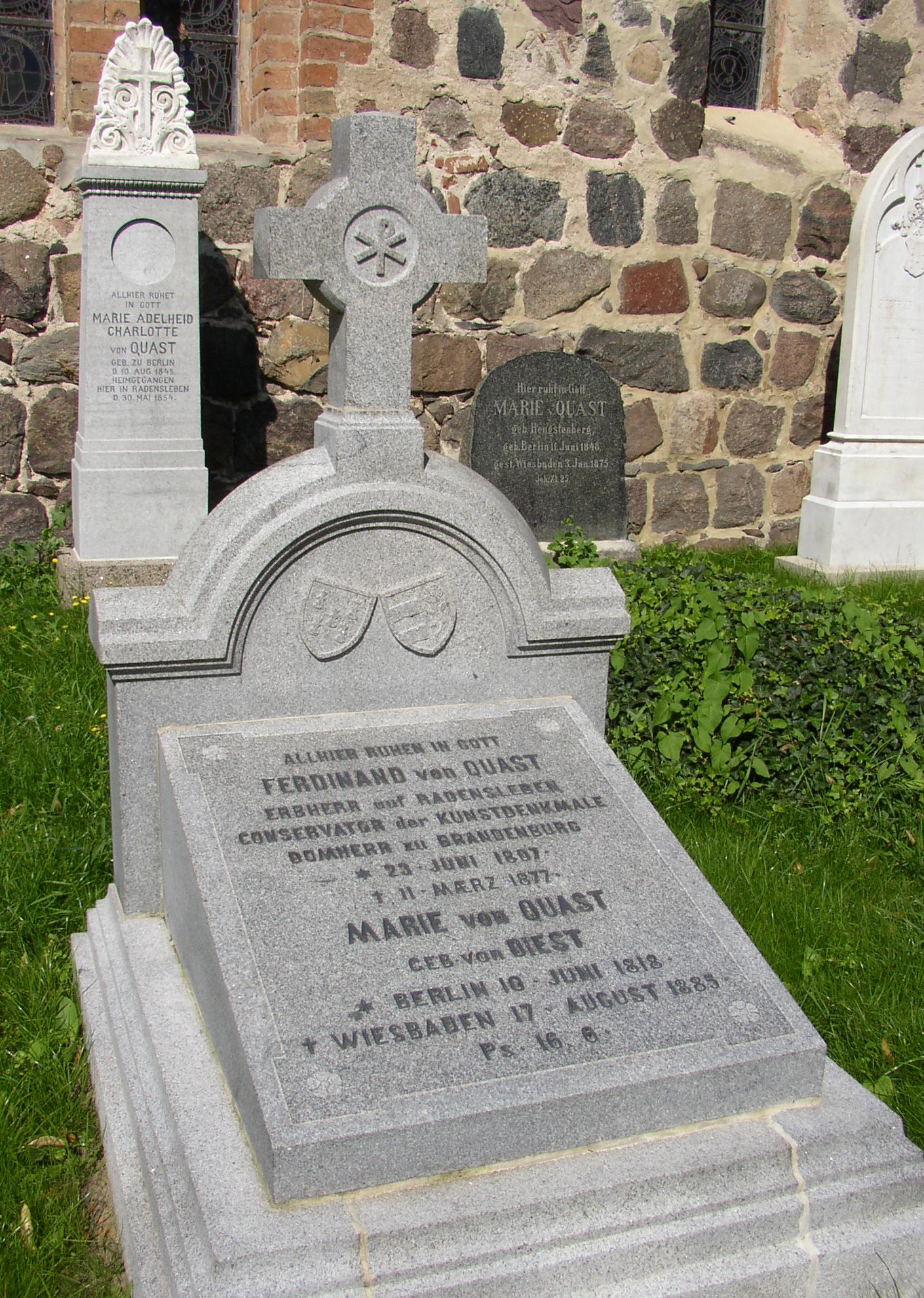
Ferdinand von Quasts grav i Radensleben.

Alexander Ferdinand von Quast, född 23 juni 1807 i Radensleben, död där 11 mars 1877, var en tysk arkitekt och konstskriftställare.
Quast blev 1843 konservator för preussiska statens konstminnesmärken. Han ledde kyrkrestaurationer med måtta och kunskap samt skrev flera insiktsfulla arbeten, de flesta om medeltidsarkitektur, bland dem Denkmäler der Baukunst in Preussen (1851-63).